# Genesee (Idaho)
Genesee es una ciudad ubicada en el condado de Latah, Idaho, Estados Unidos. Según el censo de 2020, tiene una población de 1030 habitantes.

## Geografía
La localidad está ubicada en las coordenadas 46°33′6″N 116°55′42″O / 46.55167, -116.92833 (46.551608, -116.928389). Según la Oficina del Censo, la localidad tiene un área total de 1.59 km², correspondientes en su totalidad a tierra firme.

## Demografía
En el 2000,  los ingresos promedio de los hogares eran de $42,167 y los ingresos promedio de las familias eran de $47,794. Los hombres tenían un ingreso per cápita de $32,500 contra $25,865 para las mujeres. Los ingresos per cápita eran de $19,576. Alrededor del 6.2% de la población estaba bajo el umbral de pobreza nacional.
Según la estimación 2015-2019 de la Oficina del Censo, los ingresos promedio de los hogares son de $64,423 y los ingresos promedio de las familias son de $69,643. Alrededor del 8.8% de la población está bajo el umbral de pobreza nacional.